# Francisco Javier García Pimienta
Francisco Javier García Pimienta, noto semplicemente come García Pimienta (Barcellona, 3 agosto 1974), è un allenatore di calcio ed ex calciatore spagnolo, di ruolo ala.

## Carriera

### Allenatore

#### Barcellona
Dopo aver allenato per nove anni nel settore giovanile del Barcellona, nel 2015 diventa il vice di Gerard López sulla panchina della seconda squadra dei catalani. Il 25 ottobre 2017 assume la guida della formazione Under-19 del club, con cui vince la UEFA Youth League; il 25 aprile 2018 sostituisce López, diventando il nuovo tecnico del Barcellona B. Dopo aver superato le 100 partite allenate con la seconda squadra, l'11 giugno 2021 lascia la società blaugrana.

#### Las Palmas
Il 24 gennaio 2022 diventa il nuovo tecnico del Las Palmas, al posto dell'esonerato Pepe Mel, legandosi ai gialloblù fino al 2023.
La stagione seguente arrivando secondo in campionato ottiene la promozione. Nella Liga conquista poi una salvezza tranquilla arrivando quintultimo.

#### Siviglia
Il 2 giugno 2024 viene annunciato come nuovo allenatore del Sevilla Fútbol Club.
Il 13 aprile 2025 viene esonerato dagli andalusi.

## Statistiche

### Statistiche da allenatore
Statistiche aggiornate al 12 aprile 2025. In grassetto le competizioni vinte.
| Stagione           | Squadra            | Campionato         | Campionato | Campionato | Campionato | Campionato | Coppe nazionali | Coppe nazionali | Coppe nazionali | Coppe nazionali | Coppe nazionali | Coppe continentali | Coppe continentali | Coppe continentali | Coppe continentali | Coppe continentali | Altre coppe | Altre coppe | Altre coppe | Altre coppe | Altre coppe | Totale | Totale | Totale | Totale | % Vittorie | Piazzamento      |
| Stagione           | Squadra            | Comp               | G          | V          | N          | P          | Comp            | G               | V               | N               | P               | Comp               | G                  | V                  | N                  | P                  | Comp        | G           | V           | N           | P           | G      | V      | N      | P      | %          | Piazzamento      |
| ------------------ | ------------------ | ------------------ | ---------- | ---------- | ---------- | ---------- | --------------- | --------------- | --------------- | --------------- | --------------- | ------------------ | ------------------ | ------------------ | ------------------ | ------------------ | ----------- | ----------- | ----------- | ----------- | ----------- | ------ | ------ | ------ | ------ | ---------- | ---------------- |
| apr.-mag. 2018     | Barcellona B       | SD                 | 6          | 2          | 1          | 3          | -               | -               | -               | -               | -               | -                  | -                  | -                  | -                  | -                  | -           | -           | -           | -           | -           | 6      | 2      | 1      | 3      | 33,33      | Sub, 20º (retr.) |
| 2018-2019          | Barcellona B       | SDB                | 38         | 14         | 11         | 13         | -               | -               | -               | -               | -               | -                  | -                  | -                  | -                  | -                  | -           | -           | -           | -           | -           | 38     | 14     | 11     | 13     | 36,84      | 8º               |
| 2019-2020          | Barcellona B       | SDB                | 28+3       | 13+1       | 10+1       | 5+1        | -               | -               | -               | -               | -               | -                  | -                  | -                  | -                  | -                  | -           | -           | -           | -           | -           | 31     | 14     | 11     | 6      | 45,16      | 2º               |
| 2020-2021          | Barcellona B       | SDB                | 26+1       | 15         | 4+1        | 7          | -               | -               | -               | -               | -               | -                  | -                  | -                  | -                  | -                  | -           | -           | -           | -           | -           | 27     | 15     | 5      | 7      | 55,56      | 2º               |
| Totale Barcelona B | Totale Barcelona B | Totale Barcelona B | 98+4       | 44+1       | 26+2       | 28+1       |                 | -               | -               | -               | -               |                    | -                  | -                  | -                  | -                  |             | -           | -           | -           | -           | 102    | 45     | 28     | 29     | 44,12      |                  |
| gen.-giu. 2022     | Las Palmas         | SD                 | 18+2       | 10         | 5          | 3+2        | CR              | 0               | 0               | 0               | 0               | -                  | -                  | -                  | -                  | -                  | -           | -           | -           | -           | -           | 20     | 10     | 5      | 5      | 50,00      | Sub, 4º          |
| 2022-2023          | Las Palmas         | SD                 | 42         | 18         | 18         | 6          | CR              | 2               | 1               | 1               | 0               | -                  | -                  | -                  | -                  | -                  | -           | -           | -           | -           | -           | 44     | 19     | 19     | 6      | 43,18      | 2º (prom.)       |
| 2023-2024          | Las Palmas         | PD                 | 38         | 10         | 10         | 18         | CR              | 3               | 2               | 0               | 1               | -                  | -                  | -                  | -                  | -                  | -           | -           | -           | -           | -           | 41     | 12     | 10     | 19     | 29,27      | 16º              |
| Totale Las Palmas  | Totale Las Palmas  | Totale Las Palmas  | 98+2       | 38         | 33         | 27+2       |                 | 5               | 3               | 1               | 1               |                    | -                  | -                  | -                  | -                  |             | -           | -           | -           | -           | 105    | 41     | 34     | 30     | 39,05      |                  |
| 2024-apr. 2025     | Siviglia           | PD                 | 31         | 9          | 9          | 13         | CR              | 3               | 2               | 0               | 1               | -                  | -                  | -                  | -                  | -                  | -           | -           | -           | -           | -           | 34     | 11     | 9      | 14     | 32,35      | Eson.            |
| Totale carriera    | Totale carriera    | Totale carriera    | 212        | 86         | 64         | 62         |                 | 5               | 3               | 1               | 1               |                    | -                  | -                  | -                  | -                  |             | -           | -           | -           | -           | 217    | 89     | 65     | 63     | 41,01      |                  |

## Palmarès

### Allenatore

#### Competizioni giovanili
- UEFA Youth League: 1

Barcellona: 2017-2018